# 요한 폰 스타우피츠

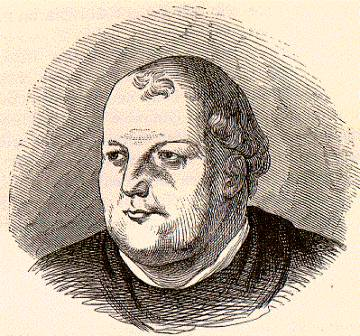

요한 폰 스타우피츠(Johann von Staupitz, ca. 1460년- 1524년 12월 28일) 로마 카톨릭 신학자이며, 대학의 설교자였다. 아우구스티누스 수사였다. 그는 영적 삶의 고난중에 있던 마르틴 루터의 지도자였다. 그는 체코 계통의 삭슨 가문의 후손으로 1460경에 모터르봐츠에서 태어났다. 1483∼1489년 쾰른대학과 라이프치히대학에서 공부하고 1490년경 뮌헨에서 아우구스티누스회에 들어갔다. 1500년 비텐베르크대학의 창설을 도와 1502년 신학부 초대 학장이 되었다. 1503∼1520년 아우구스티누스회 총대리를 지냈다. 1508년부터 마르틴 루터와 관계를 맺어 루터를 적극 후원하는 후원자가 되었고 로마가톨릭교회의 면죄부 판매를 반대할 때 루터의 적극적인 지지를 받았다. 루터를 자신의 후계자로 1512년 비텐베르크대학 성서교수에 추천하였다. 그러나 루터의 신학적 견해가 가톨릭 교리에서 벗어나면서 그와 멀어져 갔고, 종교개혁으로 루터가 로마의 심문을 받을 때 그를 변호해 주다가 루터의 동조자라는 의심을 받자 연락하여 마지못해 그를 이단으로 규정하며 외형적 관계를 끊었다. 그러나 그가 마지막으로 루터에게 보낸 편지의 내용에서 루터가 올바른 길을 가고있음을 격려하였다. 1522년 베네딕투스회 수사가 되었고, 장크트페터 대수도원장이 되었다.